# Grant Valley
Das Grant Valley ist ein Tal in den Darwin Mountains des Transantarktischen Gebirges. Es liegt zwischen den Communication Heights und Mount Ash. Eine Seitenzunge des Hatherton-Gletschers besetzt den Taleingang.
Das Advisory Committee on Antarctic Names benannte es 2001 nach Bettie Kathryn Grant, welche die Informationssysteme auf der Amundsen-Scott-Südpolstation in 10 antarktischen Sommerkampagnen zwischen 1990 und 2001 überwachte.